# Santiago Ramón y Cajal
Santiago Ramón y Cajal  (Petilla de Aragón, 1 de maio de 1852 — Madrid, 17/18 de outubro de 1934) foi um médico e histologista espanhol. Considerado o "pai da neurociência moderna", recebeu o Nobel de Fisiologia ou Medicina de 1906.

## Vida
Santiago Ramón y Cajal nasceu em Petilla de Aragón, pequeno exclave de Navarra no território de Aragão, em 1º de maio de 1852. Filho de Justo Ramón Casasús e Antonia Cajal Puente, estudou na escola médica de Saragoça, onde se licenciou em 1873. Logo depois de ter concluído a licenciatura foi incorporado como médico militar no exército espanhol.  Nessa qualidade foi enviado para Cuba, onde adoeceu com malária. Regressando a Espanha casou-se com Silveria Fañanás García em 1879, de quem teve quatro filhas e três filhos.  Em 1881, foi nomeado professor da Universidade de Valência, e em 1883 obteve o grau de doutor em Madrid.  Mais tarde viria a ocupar cátedras em Barcelona e em Madrid. Foi diretor do Museu de Saragoça (1879), diretor do Instituto Nacional de Higiene (1899), e fundador do Laboratorio de Investigaciones Biológicas (1922) (rebatizado mais tarde como Instituto Cajal).
Morreu aos 82 anos e foi sepultado no Cemitério de La Almudena, Madrid.

## Obra
Os estudos mais famosos de Ramón y Cajal incidiram sobre a estrutura fina do sistema nervoso central. Cajal usou uma técnica de coloração histológica desenvolvida pelo seu contemporâneo Camillo Golgi. Golgi descobriu que conseguia escurecer algumas células cerebrais tratando o tecido do cérebro com uma solução de nitrato de prata. Isto permitiu que resolvesse em detalhe a estrutura dos neurônios individuais e levou-o a concluir que o tecido nervoso era um retículo contínuo (ou teia) de células interligadas como as que constituíam o sistema circulatório. Usando o método de Golgi, Ramón y Cajal chegou a uma conclusão muito diferente. Postulou que o sistema nervoso é composto por bilhões de neurônios distintos e que estas células se encontram polarizadas. Cajal sugeriu que os neurônios, em vez de formarem uma teia contínua, comunicam entre si através de ligações especializadas chamadas sinapses. Esta hipótese transformou-se na base da doutrina do neurônio, que indica que a unidade individual do sistema nervoso é o neurônio. A microscopia electrônica mostrou mais tarde que uma membrana plasmática envolve completamente cada neurônio, reforçando a teoria de Cajal, e enfraquecendo a teoria reticular de Golgi. Contudo, com a descoberta das sinapses eléctricas (junções diretas entre células nervosas), alguns autores argumentaram que Golgi estava ao menos parcialmente correto. Por este trabalho, Ramón y Cajal e Golgi compartilharam o Nobel de Fisiologia ou Medicina de 1906. Ramón y Cajal propôs também que a maneira como os axônios crescem é através de um cone de crescimento nas suas extremidades. Compreendeu que as células neuronais poderiam detectar sinais químicos e mover-se no sentido apropriado para o crescimento.

## Principais publicações
Publicou, a partir de 1880, mais de uma centena de trabalhos e artigos científicos em francês, castelhano e alemão.  Entre os mais importantes encontram-se:
- Manual de histología normal y técnica micrográfica, 1889.
- Elementos de Histología, 1897;
- Manual de Anatomía Patológica General, 1890.
- Les nouvelles idées sur la fine anatomie des centres nerveux, 1894.
- Textura del sistema nervioso del hombre y de los vertebrados, 1897-1899.
- Die Retina der Wirbelthiere, 1894.

## Galeria de desenhos de Santiago Ramón y Cajal

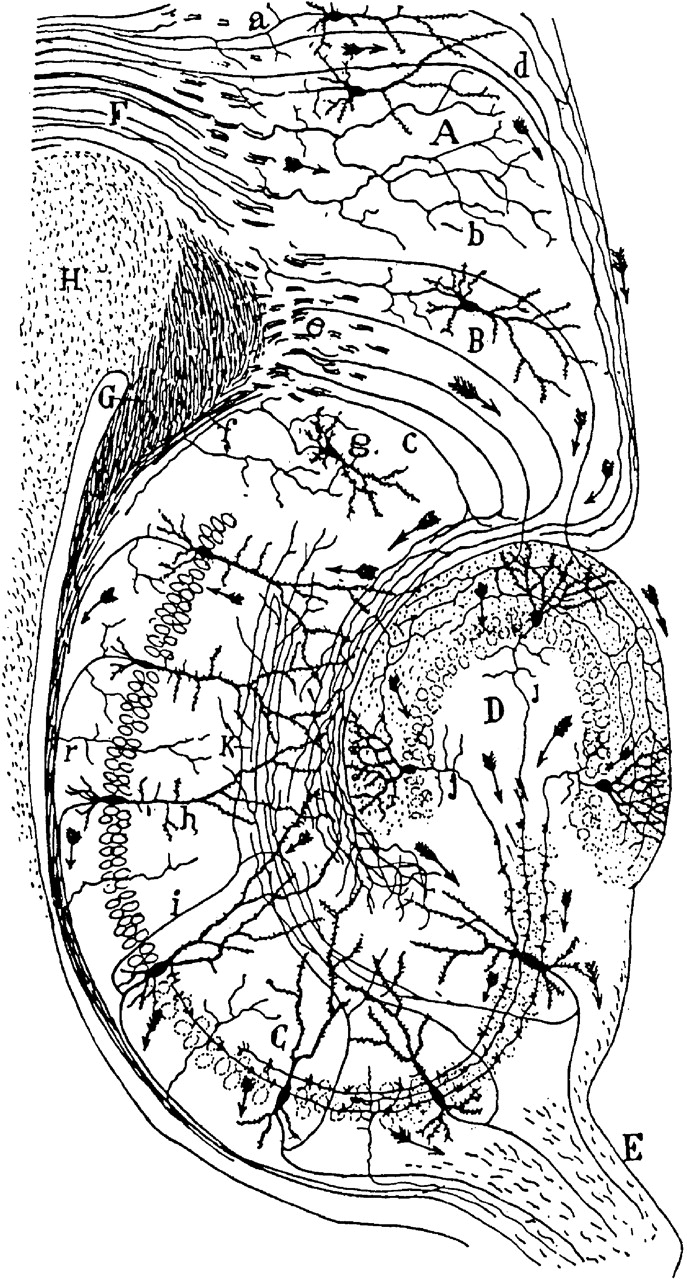
Desenho do circuito neuronal do roedor hippocampus. Histologie du Systeme Nerveux de l'Homme et des Vertebretes. Vols. 1 e 2. A. Maloine. Paris. 1911.
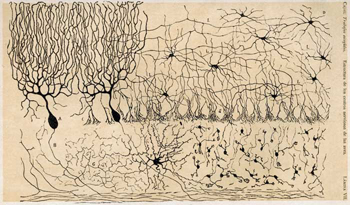
Desenho de células do cerebelo do pinto, da "Estructura de los centros nerviosos de las aves". Madrid, 1905.
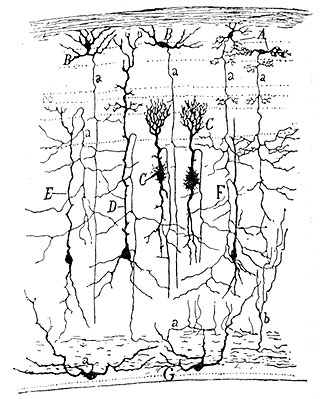
Desenho de uma secção do Tectum optico de um pardal, da "Estructura de los centros nerviosos de las aves". Madrid, 1905.
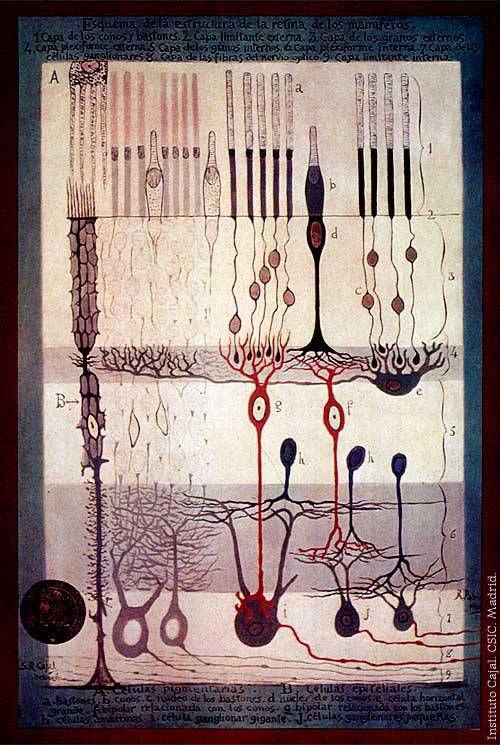
Da "Structure of the Mammalian Retina" Madrid, 1900.
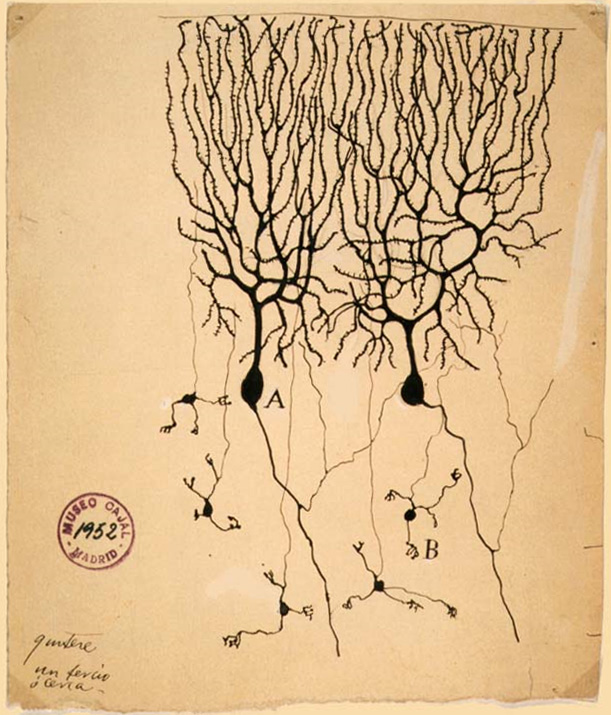
Desenho das células de Purkinje (A) e células granulares (B) do cerebelo do pombo por Santiago Ramón y Cajal, 1899. Instituto Santiago Ramón y Cajal, Madrid, Espanha.

## Cronologia
- 1852

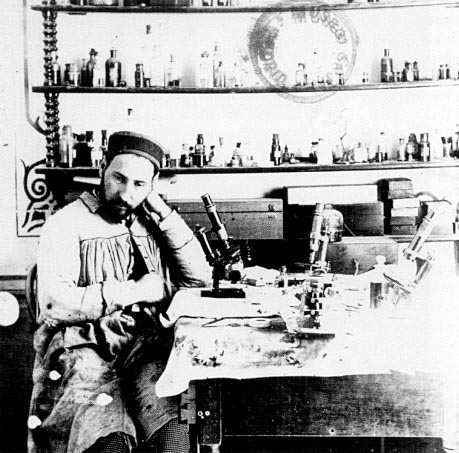
Ramón e Cajal no seu laboratório de Valência

  - Dia 1 de Maio, nasce em Petilla de Aragón (Navarra)
- 1854
  - Muda-se para Larrés (Huesca)
  - Nasce o seu irmão Pedro
- 1855
  - Muda-se para Luna (Saragoça)
- 1856
  - Muda-se para Valpalmas (Saragoça)
- 1857
  - Nasce a sua irmã Pabla
- 1858
  - O seu pai, Justo Ramón, doutora-se em medicina
- 1859
  - Nasce a sua irmã Jorja
- 1860
  - Muda-se para Ayerbe (Huesca)
- 1861
  - Começa o Bacharelato em Jaca (Huesca)
- 1864
  - Estuda o Bacharelato em Huesca
- 1865
  - Em Ayerbe conhece o comboio e viaja nele pela primeira vez
- 1866
  - Terceiro ano de Bacharelato em Huesca
  - Ajudante de barbearia
  - Abandona os estudos
- 1867
  - Volta a Ayerbe
  - Aprendiz de sapateiro
- 1868
  - Rouba cadáveres com o seu pai e aprende anatomia num celeiro
  - Primeiros contatos com a fotografia
- 1869
  - Termina o Bacharelato em Huesca
  - Curso preparatório de medicina em Saragoça
- 1870
  - Começa medicina
  - Mudança familiar para Saragoça
- 1871
  - Nomeado ajudante de dissecção
- 1872
  - Professor ajudante de anatomia, por concurso, na faculdade de Medicina
- 1873
  - Licenciado em Saragoça
  - Médico militar, tenente, enviado a Burgos a 3 de Setembro
- 1874
  - Promovido a capitão e é enviado a Cuba
- 1875
  - Regressa de Cuba muito doente
- 1876
  - Praticante do hospital Gracia em Saragoça
  - Ajudante interino de anatomia
- 1877
  - Doutor em Medicina
  - Professor auxiliar interino na faculdade de Medicina de Saragoça
  - Conhece Aureliano Maestre de San Juan
  - Compra o seu primeiro microscópio “microscópio Verick”
- 1878
  - Concurso para a cátedra de Saragoça e Granada
  - Doença pulmonar que cura no Mosteiro de San Juan de la Peña e nos Banhos de Panticosa (Huesca)
- 1879
  - Diretor de museus anatômicos
  - Casa-se com Silveria Fañanás García, a 19 de Julho
  - Prepara com a sua mulher placas fotográficas para vender a fotógrafos
- 1880
  - Publica o seu primeiro trabalho científico
  - nasce a sua filha mais velha, Fe
- 1881
  - Segundo trabalho científico
- 1882
  - Nasce o seu segundo filho, Santiago
- 1883
  - Ganha a cátedra de Valência
- 1884
  - Mudança para Valência
  - Começa a publicação em fascículos do “Manual de Histología”
  - Nasce Paula Vicenta, a sua terceira filha
- 1885
  - Estudo para a Deputação de Saragoça, que lhe oferece o “microscópio Zeiss”
  - Nasce o seu quarto filho, Jorge
- 1886
  - Escreve “Cuentos de vacaciones”
- 1887
  - Cátedra em Barcelona por concurso de mérito
  - Aprende a técnica de coloração de Golgi com Simarro
  - Nasce a sua quinta filha, Enriqueta
- 1888
  - Demonstra a individualidade das células nervosas
  - Edita a Revista Trimestral de “Histologia Normal e Patológica”
- 1889
  - Congresso de Berlim para apresentar as suas descobertas
  - Publica o “Manual de histologia normal e técnica micrográfica”
- 1890
  - Publica o “Manual de anatomia Patológica”
  - O seu irmão Pedro Ramón e Cajal torna-se catedrático em Cádiz
  - Nasce a sua sexta filha, Pilar
- 1891
  - Expõe a lei de polarização dinâmica dos neurônios
  - Morre a sua filha Enriqueta
  - O seu filho Santiago adoece
- 1892
  - Cátedra de Histologia em Madrid
  - Nasce seu sétimo filho, Luis
- 1894
  - Investido Doutor “Honoris Causa” pela Universidade de Cambridge
- 1895
  - Membro correspondente das academias de Roma, Viena, Paris, Lisboa, Berlim ...
  - Eleito membro da Real Academia de Ciências
- 1896
  - Introduz nos seus trabalhos o método de Ehrlich
- 1897
  - Começa a publicar os fascículos da "Textura del sistema nervioso del hombre y los vertebrados"
  - Discurso de admissão na Real Academia de Ciências
  - Eleito académico de número da Real Academia de Medicina
- 1898
  - Morre sua mãe, Antonia Cajal
- 1899
  - Conferências na Universidade Clark, nos EUA
  - Viaja para a Alemanha, Inglaterra, França e Itália
- 1900
  - Prêmio Moscovo
  - Diretor do Instituto Nacional de Higiene Alfonso XIII
- 1901
  - Lhe é concedida a Grã-Cruz de Isabel a Católica
  - Criado o Laboratorio de Investigaciones Biológicas
  - Publica “Mi infancia y juventud”
- 1902
  - Começa a publicar-se a revista "Trabajos del Laboratorio de Investigaciones Biológicas"
  - Nomeado conselheiro de Instrução pública
  - Francisco Tello começa a trabalhar no laboratório
- 1903
  - Congresso Internacional de Medicina em Madrid
  - Férias em Itália
  - Idealiza o método de coloração pelo nitrato de prata, sobre o desenvolvido por Simarro
- 1904
  - Publica "Textura del sistema nervioso del hombre y de los vertebrados", a sua obra mais importante
- 1905
  - Recebe a medalha de ouro Helmholtz
  - Publica “Cuentos de vacaciones”,”Historia de mi labor científica”
  - Morre o seu pai, Justo Ramón
- 1906
  - Moret convida-o para ministro da Instrução pública
  - Congresso Internacional de Medicina em Lisboa
  - 10 de Dezembro - Lhe é concedido o Nobel de Fisiologia ou Medicina
- 1907
  - Presidente da "Junta para la Ampliación de Estudios"
- 1909
  - Fellow da Royal Society
- 1910
  - Canalejas nomeia-o senador vitalício
- 1911
  - Aparece "Histologie du système nerveux de l’homme et des vertebres"
- 1912
  - Técnica do formol-"urano"
  - Morre o seu filho Santiago
  - Publica: “La fotografía de los colores”
- 1914
  - Estudos sobre a degeneração e a regeneração do sistema nervoso
  - Comendador da Legião de Honra francesa
- 1915
  - Com Domingo Sánchez publica: “Contribución al conocimiento de los centros nerviosos de los insectos”
  - Lhe é concedida a Grã-Cruz da Ordem do Mérito na Alemanha
- 1917
  - "Recuerdos de mi vida", tomo I: “Mi infancia y juventud”; tomo II: “Historia de mi labor científica”
- 1918
  - Juntamente com Tello publica: “Manual Técnico de anatomía Patológica”
- 1919
  - Os seus discípulos fundam o Instituto THIRF
- 1920
  - Demite-se do cargo de diretor do Instituto Alfonso XIII
  - Decreto de fundação do Instituto Cajal
- 1921
  - “Charlas de café”
- 1922
  - Jubila-se como catedrático, lhe é concedida a medalha Echegaray
- 1923
  - Terceira edição de “Recuerdos de mi vida”
- 1924
  - Doutor Honoris Causa pela Sorbonne
- 1925
  - Enriqueta Lewy substitui Irene Falcón como secretária de Cajal
- 1926
  - Reconciliação com Pío del Río Hortega
- 1930
  - Morre sua esposa Silveria Fañanás García a 23 de Agosto
- 1932
  - É inaugurado o Instituto Cajal
- 1933
  - Publica “¿Neuronismo o reticularismo?”
  - Recebe a faixa da "Ordem da República"
- 1934
  - Publica “El mundo visto a los ochenta años”
  - Morre a 17 de Outubro